# Torino nera
Torino nera è un film del 1972 diretto da Carlo Lizzani.

## Trama
Durante una partita di calcio del Torino viene ucciso Vito Santoro con un colpo di pistola che risulta appartenere a Rosario Rao, un muratore meridionale di animo onesto e giusto nonché collega di lavoro della vittima. Trovandosi anche lui allo stadio viene accusato e arrestato per l'omicidio, dato che in passato aveva avuto dei dissapori con la vittima perché non tollerava il suo atteggiamento di tracotanza verso i più deboli.
Dopo tre anni di carcere scontati ingiustamente i due figli minorenni di Rosario, Mino e Raffaele, con l'aiuto dell'amico avvocato Mancuso decidono di mettersi a cercare le prove dell'innocenza del padre. Quest'attività di ricerca innesca una spirale di violenza da parte dei personaggi che hanno incastrato Rao. Due dei falsi testimoni vengono infatti uccisi (uno in un incidente stradale simulato, l'altro mentre si trova in agonia all'ospedale) così come la prostituta Nascarella, fidanzata di Santoro, la quale muore in circostanze misteriose (ufficialmente suicida), forse perché in casa sua teneva una fotografia della scena dell'assassinio allo stadio scattata dal fotografo Cammarata.
Alla fine delle sue indagini Mino ottiene la confessione da parte di uno dei partecipanti al delitto e quindi emerge finalmente la verità. Il costruttore edile colluso con la mafia Fridda, siciliano emigrato con successo a Torino, aveva deciso di assassinare il suo sottoposto Santoro perché i suoi metodi troppo brutali lo avevano fatto diventare un personaggio "scomodo" e inviso agli altri dipendenti. Fridda voleva allo stesso tempo togliersi di mezzo anche Rosario Rao, dato che quest'ultimo, con il suo attivismo sindacale, rischiava di destabilizzargli l'azienda e di fargli rivoltare contro gli operai. Gli uomini di Fridda si mettono allora alla caccia di Mino e della registrazione della confessione; li trovano entrambi e il sicario Mascara picchia Mino riducendolo in fin di vita. Rosario Rao nel frattempo, ottenuto un permesso speciale per uscire dal carcere e far visita al figlio, elude la sorveglianza e va a uccidere Mascara e Fridda, dopodiché si costituisce.

## Produzione

### Riprese
Il film è stato girato a Torino; tra i luoghi visibili nel film, la Cascina Fossata di Borgata Vittoria.

## Distribuzione
Distribuito nei cinema italiani il 25 settembre 1972, Torino nera ha incassato complessivamente 858.820.000 lire dell'epoca.
In Francia è uscito il 28 novembre 1973 col titolo La vengeance du sicilien.